# 普拉恩蒂杰
普拉恩蒂杰（Prantij），是印度古吉拉特邦Sabar Kantha县的一个城镇。总人口22306（2001年）。

## 人口
该地2001年总人口22306人，其中男性11643人，女性10663人；0—6岁人口2568人，其中男1479人，女1089人；识字率70.23%，其中男性为77.37%，女性为62.44%。